# Jožef Školč
Jožef Školč, slovenski politik, poslanec in politolog, * 19. avgust 1960, Breginj.

## Življenjepis
V svoji politični karieri je Školč zasedal več pomembnih funkcij, bil je predsednik stranke ZSMS, ki se je pozneje preimenovala v ZSMS-Liberalna stranka in nenazadnje na 14. kongresu stranke, 10. novembra 1990, v LDS (Liberalno demokratično stranko). Na mestu predsednika ga je leta 1992 zamenjal Janez Drnovšek. 
Leta 1992 je bil izvoljen v 1. državni zbor Republike Slovenije; v tem mandatu je bil predsednik Državnega zbora Republike Slovenije (od 17. septembra 1994) in član naslednjih delovnih teles:
- Komisija za poslovnik (do 6. oktobra 1994),
- Komisija za žensko politiko (do 6. oktobra 1994) in
- Odbor za mednarodne odnose (do 6. oktobra 1994).

Od 27. februarja 1997 do 7. junija 2000 je bil minister za kulturo Republike Slovenije. 
Školč je bil leta 2004 kot član stranke Liberalne demokracije Slovenije izvoljen v Državni zbor Republike Slovenije; v tem mandatu je bil član naslednjih delovnih teles:
- Komisija za narodni skupnosti,
- Odbor za zunanjo politiko,
- Odbor za kulturo, šolstvo in šport in
- Mandatno-volilna komisija.

22. novembra 2008 je postal državni sekretar Republike Slovenije v sestavi 9. vlade Republike Slovenije, zadolžen za nevladne organizacije. 20. julija 2011 ga je vlada imenovana za državnega sekretarja na kulturnem ministrstvu; položaj je zasedel 25. julija istega leta.
Septembra 2011 mu je Borut Pahor, predsednik 9. vlade RS, ponudil mesto kulturnega ministra, a ga je Školč zavrnil rekoč, da je bilo ministrstvu v takrat predlaganemu rebalansu proračuna odvzeto preveč denarja.
Na državnozborskih volitvah leta 2011 je kandidiral na listi LDS.
Od 1. oktobra 2012 je glavni tajnik Zveze za tehnično kulturo Slovenije (ZOTKS).